# Poder Judicial de Paraguay
El Poder Judicial de Paraguay es uno de los tres poderes del Estado del país, y está constituido por todos los tribunales de la República del Paraguay, ordinarios y especiales, bajo la dirección de la Corte Suprema, la que tiene la superintendencia directiva, correccional y económica sobre todos los tribunales de la nación. Los tribunales son los encargados de conocer, juzgar y ejecutar todas aquellas causas que la Constitución y las leyes han puesto en la esfera de sus atribuciones.
La Constitución en su artículo 247 señala que «el Poder Judicial es el custodio de esta Constitución. La interpreta, la cumple y la hace cumplir. La administración de justicia está a cargo del Poder Judicial, ejercido por la Corte Suprema de Justicia, por los tribunales y por los juzgados, en la forma que establezcan esta Constitución y la ley».
Así mismo, el Poder Judicial se descentraliza en 18 Circunscripciones a lo largo de la República, pues cada departamento del Paraguay posee su propia Circunscripción Judicial, además de la capital Asunción. Cada Circunscripción Judicial del interior de la República cuenta con un Tribunal de Apelaciones, la mayoría de ellos con dos Salas, compuestas de tres camaristas que atienden en alzada los juicios de todos los fueros. Por otra parte, el fuero penal posee jueces de garantía, ejecución y sentencia, todos de primera instancia; Juzgados de Primera Instancia en lo Civil y Comercial, Laboral, Tutelar y Correccional del Menor, así como se conserva la magistratura de paz en toda la República.
Además de la Corte Suprema, el Poder Judicial se divide en otros entes, como el Consejo de la Magistratura, el Ministerio Público, el Ministerio de la Defensa Pública, el Jurado de Enjuiciamiento de Magistrados y el Tribunal Superior de Justicia Electoral. Sin embargo, el presidente de la Corte Suprema es el máximo representante del Poder Judicial del país.

## Organización

### Corte Suprema

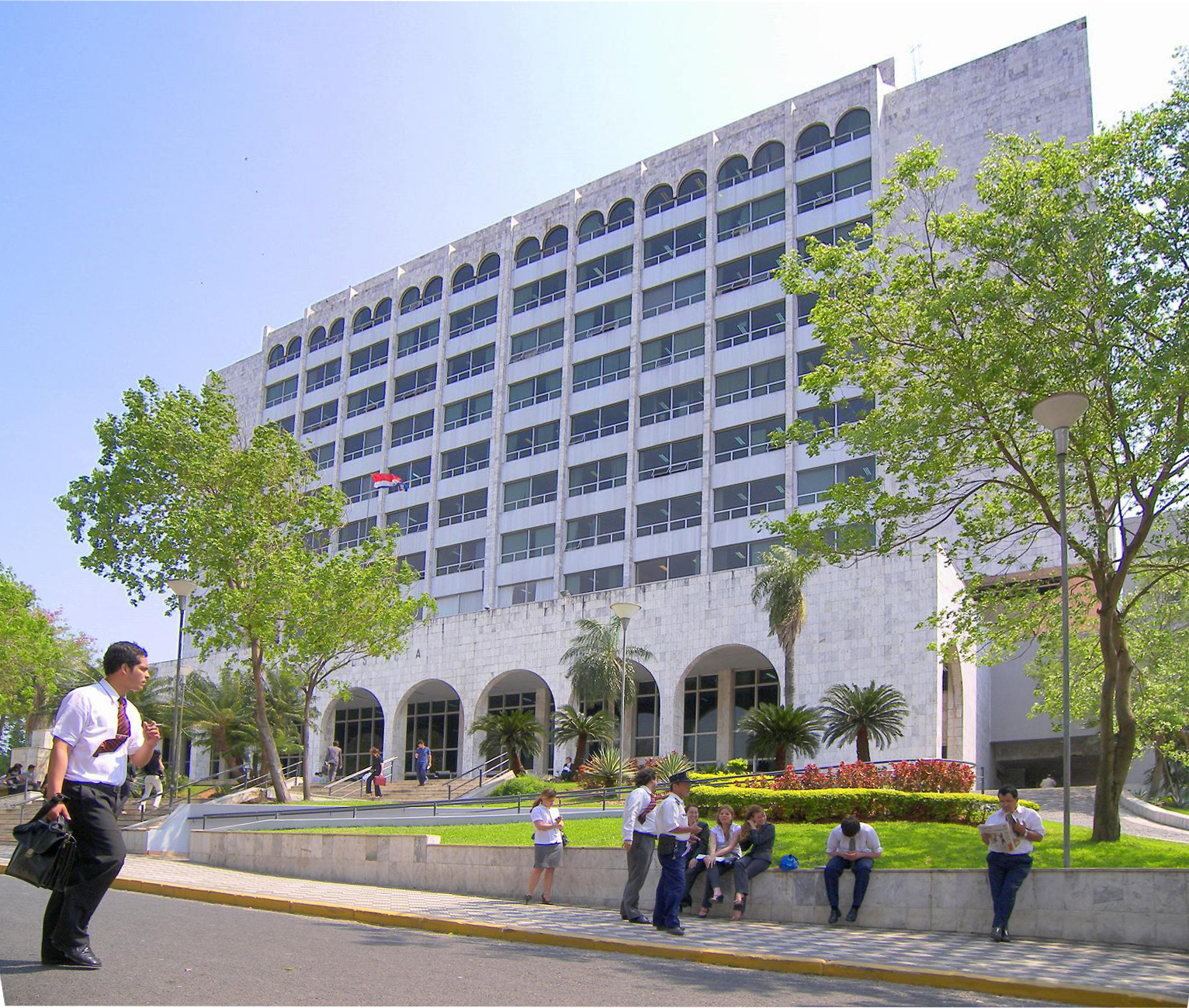
Sede de la Corte Suprema de Justicia, en la ciudad de Asunción.

La Corte Suprema es el máximo tribunal de justicia de Paraguay. Ejerce jurisdicción en toda la República y tiene su sede en la capital del país, Asunción. Está integrada por nueve miembros. Se organiza en salas, la Constitucional, Civil y Penal. Elige de su seno, cada año, a su Presidente y dos vicepresidentes (primero y segundo respectivamente). Sus miembros llevan el título de Ministro. Además de la potestad de juzgar, ejerce la superintendencia, con poder disciplinario sobre los tribunales, juzgados, auxiliares de la justicia y las oficinas dependientes del Poder Judicial. Ejerce la facultad de superintendencia a través de los Tribunales de Apelación de las circunscripciones judiciales del interior sobre los juzgados y oficinas existentes en dicha jurisdicción. 
Los requisitos para integrar la Corte Suprema son tener nacionalidad paraguaya natural, haber cumplido 35 años de edad, poseer título universitario de Doctor en Derecho y gozar de notoria honorabilidad. Además, debe haber ejercido efectivamente durante el término de diez años, cuanto menos, la profesión, la magistratura judicial o la cátedra universitaria en materia jurídica, conjunta, separada o sucesivamente.
De acuerdo con lo prescrito por la Constitución paraguaya, son deberes y atribuciones de la Corte Suprema:
- ejercer la superintendencia de todos los organismos del Poder Judicial y decidir, en instancia única, los conflictos de jurisdicción y de competencia, conforme con la ley.
- dictar su propio reglamento interno. Presentar anualmente, una memoria sobre las gestiones realizadas, el Estado, y las necesidades de la justicia nacional a los Poderes Ejecutivo y Legislativo.
- conocer y resolver en los recursos ordinarios que la ley determine.
- conocer y resolver, en instancia original, los habeas corpus, sin perjuicio de la competencia de otros jueces o tribunales.
- conocer y resolver sobre inconstitucionalidad.
- conocer y resolver en el recurso de casación, en la forma y medida que establezca la ley.
- suspender preventivamente por sí o a pedido del Jurado de Enjuiciamiento de Magistrados por mayoría absoluta de votos de sus miembros, en el ejercicio de sus funciones, a magistrados judiciales enjuiciados, hasta tanto se dicte resolución definitiva en el caso.
- supervisar los institutos de detención y reclusión.
- entender en las contiendas de competencias entre el Poder Ejecutivo y los gobiernos departamentales y entre estos y los municipios.
- los demás deberes y atribuciones que fije esta Constitución y las leyes.

#### Consejo de superintendencia
El Consejo de Superintendencia de la Corte Suprema de Justicia decide sobre diversas cuestiones administrativas, jurisdiccionales y de recursos humanos, cumpliendo así con su rol de superintendencia del Poder Judicial, con el objetivo de lograr una optimización del funcionamiento integral de la institución. La Corte Suprema de Justicia ejerce superintendencia y potestad disciplinaria sobre todos los Tribunales, Juzgados y demás oficinas del Poder Judicial.
El Consejo de Superintendencia está integrado por el presidente de la Corte Suprema de Justicia  los vicepresidentes electos. Este Consejo tiene a su cargo:
- a) Ejercer las facultades disciplinarias y de supervisión, de conformidad con lo dispuesto en el artículo 4º de la presente ley.

- b) Organizar y fiscalizar la Dirección de Auxiliares de la Justicia; la Dirección de Recursos Humanos; la Dirección Financiera y demás reparticiones del Poder Judicial.

- c) Entender y decidir en los procesos de casación o anulación de la matrícula de abogados y procuradores, así como apercibir, suspender o destituir a los Escribanos Públicos, a otros auxiliares de la Justicia y a los funcionarios y empleados del Poder Judicial.

### Tribunales de Apelación
Los Tribunales de Apelación en los distintos fueros y en todas las circunscripciones judiciales del país son la segunda instancia que tiene el usuario de justicia para recurrir. Cada Circunscripción Judicial cuenta con su Tribunal de Apelación. Los Tribunales de Apelación conocerán, en sus respectivos fueros:
- a) de los recursos concedidos contra las sentencias definitivas y resoluciones recurribles de los Jueces de Primera Instancia, de los Jueces de Paz Letrada y de los Jueces de Instrucción. Las decisiones en los recursos contra las resoluciones de los Jueces de Paz Letrada y de los Jueces de Instrucción causarán ejecutoria;

- b) de los incidentes que se promuevan durante la substanciación de los juicios, causando su resolución ejecutoria;

- c) de los recursos por retardo o denegación de justicia de los Jueces de Primera Instancia, de los Jueces de Paz Letrada y de los Jueces de Instrucción;

- d) de las recusaciones e inhibiciones de los mismos Jueces;

- e) de las cuestiones de competencia relativas a los Jueces de Primera Instancia, a los Jueces de Paz Letrada y a los Jueces de Instrucción;

- f) de los recursos de reposición contra las providencias dictadas por el presidente y de aclaratoria de las sentencias y autos interlocutorios dictados por el Tribunal; y

- g) los Tribunales de Apelación de las Circunscripciones Judiciales del interior del país, tendrán en sus respectivos fueros la superintendencia y potestad disciplinaria sobre los Juzgados y oficinas del Poder Judicial.

### Juzgados de primera instancia

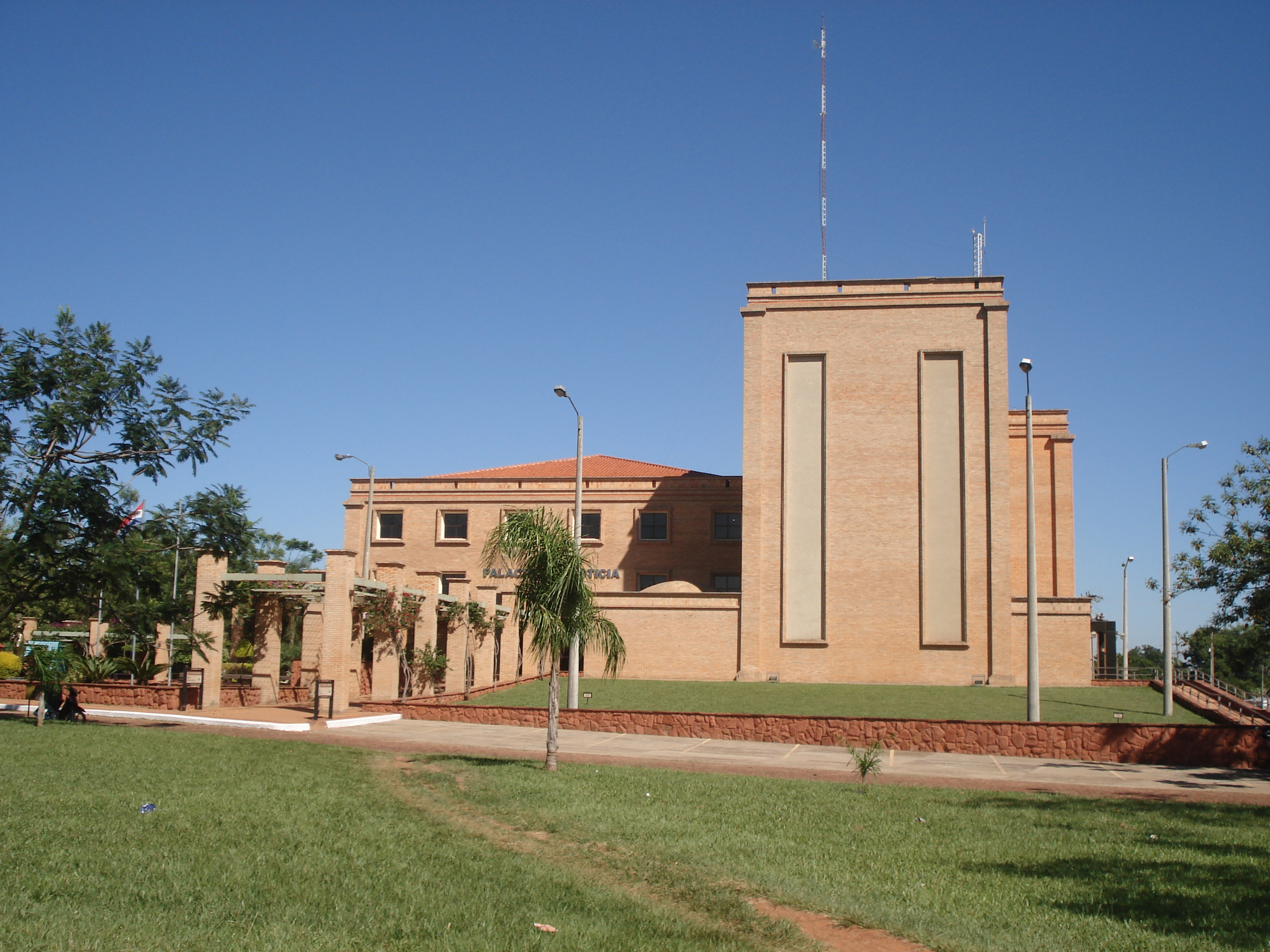
Edificio del Poder Judicial en San Juan Bautista, Misiones.

De conformidad a los artículos 38, 39 y 40 del Código de Organización Judicial, son atribuciones de los Juzgados de primera instancia las siguientes:

#### Civiles y Comerciales
Los juzgados de Primera Instancia en lo Civil y Comercial conocerán:
- a) De todo asunto o juicio cuya resolución no competa a los Jueces de Paz Letrada o a los Jueces de Paz del fuero respectivo; y,
- b) De los recursos interpuestos contra las resoluciones definitivas de los Jueces de Paz y de los recursos por retardo o denegación de justicia de los mismos, causando ejecutoria su resolución.

#### Niñez y Adolescencia
El Juzgado de la Niñez, de acuerdo al Art. 161 del Código de la Niñez y la Adolescencia (Ley 1680/1) tiene a su cargo las cuestiones relacionadas con:
- a) la filiación;
- b) al ejercicio, suspensión o pérdida de la patria potestad sobre los hijos;
- c) la designación o remoción de los tutores;
- d) las reclamaciones de ayuda prenatal y protección a la maternidad;
- e) los pedidos de fijación de cuota alimentaria;
- f) los casos de guarda, abrigo y convivencia familiar;
- g) las demandas por incumplimiento de las disposiciones relativas a salud, educación y trabajo de niños y adolescentes;
- h) los casos derivados por la Consejería Municipal por los Derechos del Niño, Niña y Adolescente (CODENI);
- i) los casos de maltrato de niños o adolescentes que no constituyan hechos punibles;
- j) las venias judiciales;
- k) la adopción de niños o adolescentes;
- l) las medidas para hacer efectivo el cumplimiento de los derechos del niño o adolescente; y,
- m) las demás medidas establecidas por este Código.

#### Penal de la Adolescencia
El Juzgado Penal de la Adolescencia se integrará en forma unipersonal o colegiada, según se dispone en este artículo. El Juzgado Penal de la Adolescencia tiene competencia para:
- a) conocer en primera instancia de los hechos tipificados como delitos por la legislación penal ordinaria, atribuidas al adolescente;
- b) conocer en primera instancia, en forma de tribunal colegiado, de los hechos tipificados como crímenes por la legislación penal ordinaria, atribuidas al adolescente;
- c) procurar y sustanciar, en su caso, la conciliación; y,
- d) conocer de otros aspectos que este Código u otras leyes le fijen.

#### Sentencia
El Tribunal de Sentencia en el fuero penal puede estar integrado por un solo juez (unipersonal) o por tres jueces (tribunal, propiamente tal), ambos tienen atribuciones específicas dentro del ámbito de su competencia, así, el tribunal unipersonal tiene las siguientes funciones:
- a) resolver los juicios por hechos punibles cuya sanción sea exclusivamente pena de multa o privativa de libertad hasta dos años, cuando el Ministerio Público lo solicita;
- b) resolver el procedimiento para la reparación del daño, en los casos en que haya dictado sentencia condenatoria; y
- c) pronunciarse en el recurso de apelación cuando se trate de una sentencia dictada por el juez de paz.

#### Laboral
Serán competentes los jueces del trabajo para entender, de acuerdo al Art. 34 del Código Procesal del Trabajo:
- a) Las cuestiones de carácter contenciosos que susciten la aplicación del Código de Trabajo o las cláusulas del contrato individual o el de aprendizaje, entre trabajadores o aprendices y empleadores;
- b) Las controversias surgidas entre los sujetos pactantes o adherentes de un contrato colectivo de condiciones de trabajo, respecto de la existencia, interpretación o cumplimiento de éste;
- c) Los litigios sobre reconocimiento sindical, promovidos entre un empleador u organización patronal y los sindicatos de trabajadores o entre éstos exclusivamente, a efectos de celebrar contrato colectivo de trabajo;
- d) Todo conflicto entre un Sindicato y sus afiliados derivado del incumplimiento de los estatutos sociales o del contrato colectivo de condiciones de trabajo; y
- e) Las controversias entre trabajadores, motivadas por el trabajo en equipo.

#### Penal de Garantías
.

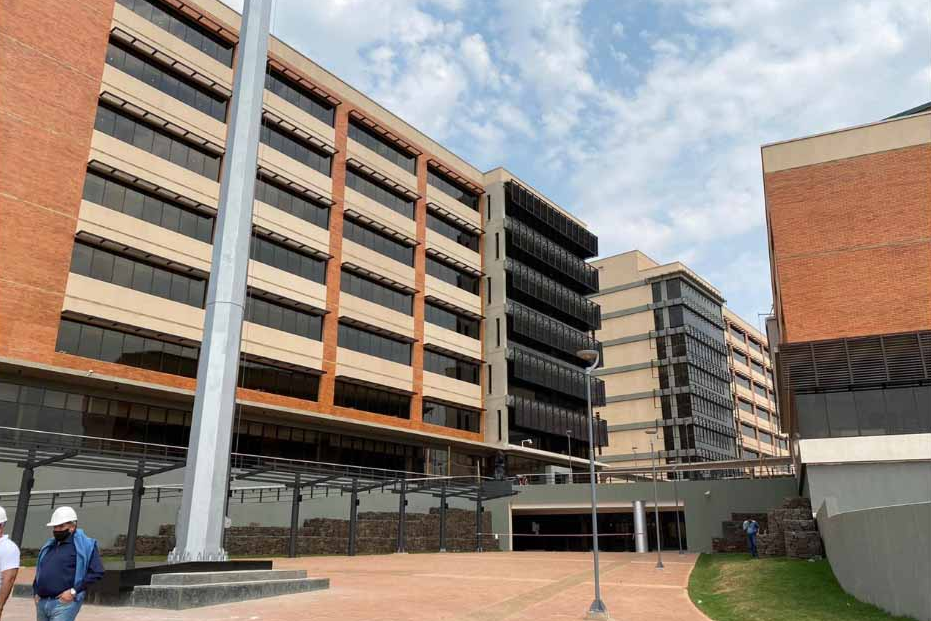
Palacio de Justicia de la Circunscripción de Alto Paraná

A los jueces penales de garantía, de acuerdo al Art. 282 del Código Procesal Penal, les corresponderá:
- a) Realizar los anticipos jurisdiccionales de prueba;
- b) Resolver los incidentes, excepciones y demás peticiones de las partes, otorgar autorizaciones,
- c) y, en general, controlar el cumplimiento de todos los principios y garantías establecidos en la Constitución, en el Derecho Internacional vigente y en este código.

### Juzgados de Paz
Los Juzgados de Paz son competentes para entender en los juicios cuyo monto o cuantía no supere los 8.125.201 guaraníes (100 jornales), cuando el litigio tenga un valor superior a dicho monto y hasta 24.375.601 guaraníes (300 jornales) será competente el Juzgado de Justicia Letrada, y superada esta cantidad las acciones deberán promoverse ante el Juzgado de Primera Instancia.
Conforme se desprende de los artículos 57 y 58 del COJ, los Juzgados de Paz en lo Civil, Comercial y Laboral conocerán:
- a) De los asuntos civiles, comerciales o laborales en los cuales el valor del litigio no exceda del equivalente de cien jornales mínimo legal para actividades diversas no especificadas en la Capital de la República (8.125.200), con exclusión de los que se refieran al estado civil de las personas, al derecho de familia, convocación y quiebras, y acciones reales y posesorias sobre inmuebles, y sucesiones;
- b) De las demandas por desalojo, por rescisión de contratos de locación que sólo se funden en la falta de pago de alquileres y de las reconvencionales, siempre que en todos estos casos no se exceda de la cuantía atribuida a su competencia; y,
- c) De las reconvenciones que se encuadren dentro de los límites de su competencia.

Competerá además a los Juzgados de Paz en lo Civil, Comercial y Laboral:
- a) Practicar las diligencias que les fueren encomendadas por los Juzgados y Tribunales;
- b) Realizar el inventario de los bienes de las personas fallecidas sin parientes conocidos o con herederos ausentes o menores de edad que no tengan representantes legales, y disponer la guarda de los mismos;
- c) Certificar la existencia de personas y su domicilio;
- d) Comunicar a los Juzgados Tutelares los casos de abandono material o moral, malos tratos y orfandad de menores;
- e) Autenticar firmas; y
- f) Ejercer funciones notariales dentro de su jurisdicción, siempre que no existan en ellas Escribanos Públicos con Registro.

Por la Ley 6059/18, se ampliaron las competencias de los JUZGADOS DE PAZ.  por tanto, en la actualidad conocen (art. 1º):
a) de los asuntos de la niñez y adolescencia, civiles, comerciales o laborales en los cuales el valor del litigio no exceda del equivalente a trescientos jornales mínimos legales para actividades diversas no especificadas, con exclusión de los que se refieran al estado civil de las personas, al derecho de familia, convocación de acreedores y quiebras, las acciones reales y posesorias sobre inmuebles, salvo aquellos que se planteen con motivo de una tercería de dominio;
b) de las acciones posesorias y acciones sucesorias de las propiedades rurales de hasta cincuenta hectáreas; y las urbanas cuya valuación fiscal no exceda de la cuantía atribuida a su competencia;
c) de las demandas, por resolución de contrato de locación que se funden en la falta de pago de alquileres, siempre que no se exceda la cuantía atribuida a su competencia;
d) de los juicios de alimentos, siempre que el afectado haya alcanzado la mayoría de edad; de la homologación de acuerdos conciliatorios en materia de asistencia alimentaria; régimen de convivencia y relacionamiento;
e) de las restricciones y límites al dominio o sobre condominio de muros y cercos, y en particular, los que se susciten con motivo de la vecindad urbana o rural, siempre que la valuación fiscal no exceda la cuantía atribuida a su competencia;
f) de la mensura, deslinde y amojonamiento, siempre que el valor real del fundo no exceda la cuantía de su competencia;
g) del beneficio para litigar sin gastos iniciados para tramitación de juicios que corresponden al ámbito de su competencia;
h) de las diligencias preparatorias y pruebas anticipadas, correspondientes a los juicios tramitados en el ámbito de su competencia;
i) de la autorización para contraer matrimonio a menores de edad, domiciliados en el territorio de su competencia;
j) de la curatela o insania, en los supuestos en que se acredite que el incapaz no posee bienes;
k) de la información sumaria de testigos;
l) de las medidas de seguridad urgentes establecidas en el Artículo 70 de la Ley N° 1680/01 “CÓDIGO DE LA NIÑEZ Y LA ADOLESCENCIA”; y,
m) las competencias establecidas en la Ley N° 1600/00 “CONTRA LA VIOLENCIA DOMÉSTICA”.
Competencia por la Cuantía: Los Juzgados de Paz son competentes para entender en los juicios cuyo monto o cuantía no supere los 300 jornales (equivalen a la fecha la suma de Gs. 26.415.300), cuando el litigio tenga un valor superior a dicho monto será competente el Juzgado de Primera Instancia.

### Juzgados de Ejecución Penal
Los Juzgados de Ejecución tendrán a su cargo el control de la ejecución de las sentencias, de la suspensión condicional del procedimiento, el trato del prevenido y el cumplimiento de los fines de la prisión preventiva, y la sustanciación y resolución de todos los incidentes que se produzcan durante la etapa de ejecución.
Asimismo, tendrán a su cargo el control del cumplimiento de las finalidades constitucionales de las sanciones penales, y la defensa de los derechos de los condenados.

### Tribunal de Cuentas
El Tribunal de Cuentas opera como primera instancia jurisdiccional en los procedimientos derivados de la Administración Pública, siendo requisito indispensable para la viabilidad de los procesos ante este órgano el agotamiento de la vía administrativa.
El Tribunal de Cuentas es competente para entender en la sustanciación y resolución de los recursos contenciosos administrativos interpuestos por un particular o por una autoridad administrativa contra resoluciones que reúnan los siguientes requisitos:
- a) Que causen estado y no haya por consiguiente recurso administrativo contra ella;
- b) Que la resolución de la administración proceda del uso de sus facultades regladas;
- c) Que la resolución vulnere un derecho administrativo preestablecido a favor del demandante.

## Área registral
- Registros Públicos
- Registros del Automotor
- Marca y Señas

## Circunscripciones
Las circunscripciones del Poder Judicial responden a la descentralización judicial, que implica a su vez la independencia jurisdiccional consagrada en la Constitución Nacional. Cada departamento del Paraguay posee su propia Circunscripción Judicial, además de la capital Asunción. Así mismo cada Circunscripción cuenta con uno o dos Ministros Superintendentes que conforman parte del Consejo de Superintendencia de la Corte Suprema de Justicia, y cuentan con sus Autoridades Administrativas, que suelen ser los camaristas o magistrados de cada Circunscripción.   
Cada Circunscripción Judicial del interior de la República cuenta con un Tribunal de Apelaciones, la mayoría de ellos con dos Salas, compuestas de tres camaristas que atienden en alzada los juicios de todos los fueros. El fuero penal posee jueces de garantía, ejecución y sentencia, todos de primera instancia, de conformidad al nuevo sistema de procedimientos penales vigentes, desde principios del año 2000.  
Las circunscripciones cuentan, además, con Juzgados de Primera Instancia en lo Civil y Comercial, Laboral, Tutelar y Correccional del Menor y se conserva la magistratura de paz en toda la República.

- 1° Circunscripción Judicial de Capital
- 2° Circunscripción Judicial de Guairá
- 3° Circunscripción Judicial de Itapúa
- 4° Circunscripción Judicial de Concepción
- 5° Circunscripción Judicial de Amambay
- 6° Circunscripción Judicial de Alto Paraná
- 7° Circunscripción Judicial de Caaguazú
- 8° Circunscripción Judicial de Ñeembucú
- 9° Circunscripción Judicial de Misiones
- 10° Circunscripción Judicial de Paraguarí
- 11° Circunscripción Judicial de Caazapá
- 12° Circunscripción Judicial de San Pedro
- 13° Circunscripción Judicial de Cordillera
- 14° Circunscripción Judicial de Presidente Hayes
- 15° Circunscripción Judicial de Canindeyú
- 16° Circunscripción Judicial de Central
- 17° Circunscripción Judicial de Boquerón
- 18° Circunscripción Judicial de Alto Paraguay